# Brageac
Brageac est une commune française située dans le département du Cantal, en région Auvergne-Rhône-Alpes.

## Géographie
Commune située dans le Massif central, bordée au nord et au nord-est par l'Auze.

### Communes limitrophes
Les communes limitrophes sont  Ally, Chalvignac, Chaussenac, Mauriac et Pleaux.
|                   | Chalvignac | Mauriac |
| Pleaux (Tourniac) | Brageac    |         |
|                   | Chaussenac | Ally    |

### Climat
Pour des articles plus généraux, voir Climat d'Auvergne-Rhône-Alpes et Climat du Cantal.
En 2010, le climat de la commune est de type climat des marges montargnardes, selon une étude du CNRS s'appuyant sur une série de données couvrant la période 1971-2000. En 2020, Météo-France publie une typologie des climats de la France métropolitaine dans laquelle la commune est exposée à un climat de montagne ou de marges de montagne et est dans la région climatique  Ouest et nord-ouest du Massif Central, caractérisée par une pluviométrie annuelle de 900 à 1 500 mm, maximale en automne et en hiver. 
Pour la période 1971-2000, la température annuelle moyenne est de 10,3 °C, avec une amplitude thermique annuelle de 15,4 °C. Le cumul annuel moyen de précipitations est de 1 249 mm, avec 13,4 jours de précipitations en janvier et 8 jours en juillet. Pour la période 1991-2020, la température moyenne annuelle observée sur la station météorologique de Météo-France la plus proche, sur la commune de Saint-Privat à 16 km à vol d'oiseau, est de 10,7 °C et le cumul annuel moyen de précipitations est de 1 324,6 mm,. Pour l'avenir, les paramètres climatiques de la commune estimés pour 2050 selon différents scénarios d'émission de gaz à effet de serre sont consultables sur un site dédié publié par Météo-France en novembre 2022.

## Urbanisme

### Typologie
Au 1er janvier 2024, Brageac est catégorisée commune rurale à habitat très dispersé, selon la nouvelle grille communale de densité à 7 niveaux définie par l'Insee en 2022.
Elle est située hors unité urbaine. Par ailleurs la commune fait partie de l'aire d'attraction de Mauriac, dont elle est une commune de la couronne,. Cette aire, qui regroupe 16 communes, est catégorisée dans les aires de moins de 50 000 habitants,.

### Occupation des sols
L'occupation des sols de la commune, telle qu'elle ressort de la base de données européenne d’occupation biophysique des sols Corine Land Cover (CLC), est marquée par l'importance des forêts et milieux semi-naturels (60,9 % en 2018), en diminution par rapport à 1990 (65,1 %). La répartition détaillée en 2018 est la suivante : forêts (60,9 %), prairies (39,1 %). L'évolution de l’occupation des sols de la commune et de ses infrastructures peut être observée sur les différentes représentations cartographiques du territoire : la carte de Cassini (XVIIIe siècle), la carte d'état-major (1820-1866) et les cartes ou photos aériennes de l'IGN pour la période actuelle (1950 à aujourd'hui).

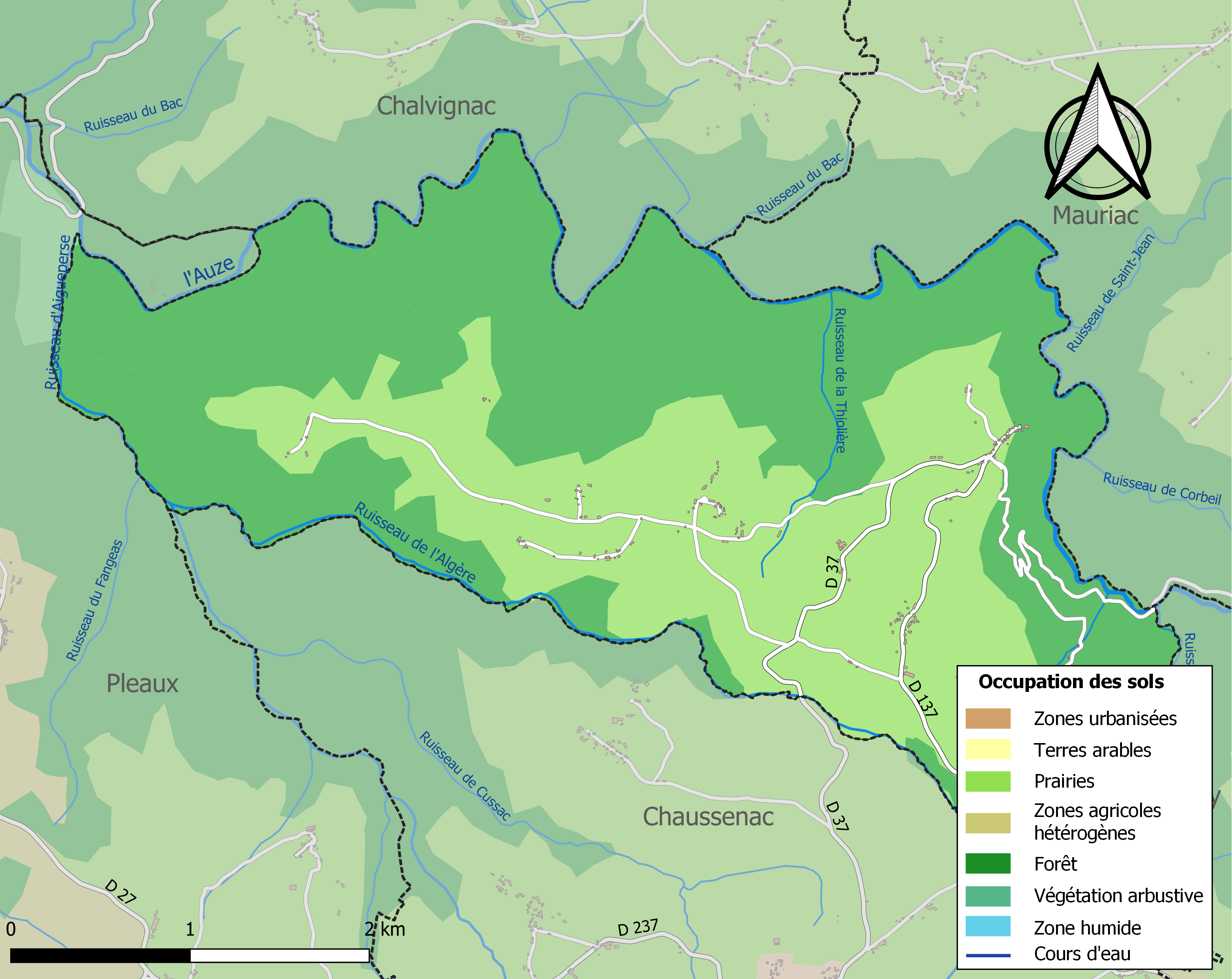
Carte des infrastructures et de l'occupation des sols de la commune en 2018 (CLC).

### Habitat et logement
En 2018, le nombre total de logements dans la commune était de 67, alors qu'il était de 64 en 2013 et de 65 en 2008.
Parmi ces logements, 47,8 % étaient des résidences principales, 47,8 % des résidences secondaires et 4,5 % des logements vacants. Ces logements étaient pour 97 % d'entre eux des maisons individuelles et pour 0 % des appartements.
Le tableau ci-dessous présente la typologie des logements à Brageac en 2018 en comparaison avec celle du Cantal et de la France entière. Une caractéristique marquante du parc de logements est ainsi une proportion de résidences secondaires et logements occasionnels (47,8 %) supérieure à celle du département (20,4 %) et à celle de la France entière (9,7 %). Concernant le statut d'occupation de ces logements, 81,3 % des habitants de la commune sont propriétaires de leur logement (82,1 % en 2013), contre 70,4 % pour le Cantal et 57,5 pour la France entière.
| Typologie                                               | Brageac | Cantal | France entière |
| ------------------------------------------------------- | ------- | ------ | -------------- |
| Résidences principales (en %)                           | 47,8    | 67,7   | 82,1           |
| Résidences secondaires et logements occasionnels (en %) | 47,8    | 20,4   | 9,7            |
| Logements vacants (en %)                                | 4,5     | 11,9   | 8,2            |

## Histoire
Connue sous les noms de Brejectum, Bragectum, Bréjac, Braghac, cette petite paroisse du canton de Pleaux doit son origine à Saint-Til (Tillon), solitaire, vivant au VIIe siècle, abbé de Solignac en Limousin, où il revint mourir en 702, après avoir été à Brageac le Père de 300 religieux. On y voit encore un porte-dieu destiné à mettre la custode pour le saint viatique, connu sous le nom de bourse de Saint-Til,.
Le 1er janvier 1973, la commune fusionne avec celles d'Ally et Drignac dans le cadre d'une fusion association. Elle est rétablie en 1985.

## Politique et administration

### Découpage territorial
La commune de Brageac est membre de la communauté de communes du Pays de Salers, un établissement public de coopération intercommunale (EPCI) à fiscalité propre créé le 19 décembre 2003 dont le siège est à Salers. Ce dernier est par ailleurs membre d'autres groupements intercommunaux.
Sur le plan administratif, elle est rattachée à l'arrondissement de Mauriac, à la circonscription administrative de l'État du Cantal et à la région Auvergne-Rhône-Alpes.
Sur le plan électoral, elle dépend du canton de Mauriac pour l'élection des conseillers départementaux, depuis le redécoupage cantonal de 2014 entré en vigueur en 2015, et de la deuxième circonscription du Cantal  pour les élections législatives, depuis le dernier découpage électoral de 2010.

### Liste des maires
| Période                                  | Période   | Identité           | Étiquette | Qualité              |
| ---------------------------------------- | --------- | ------------------ | --------- | -------------------- |
| avant 1988                               | ?         | Jean-Pierre Martin |           |                      |
| mars 1995                                | mars 2001 | Lucien Bouige      | RPR       |                      |
| mars 2001                                | 2020      | André Dayral       | DVD       | Agriculteur retraité |
| 2020                                     | En cours  | Régine Breuil      |           |                      |
| Les données manquantes sont à compléter. |           |                    |           |                      |

## Démographie
L'évolution du nombre d'habitants est connue à travers les recensements de la population effectués dans la commune depuis 1793. Pour les communes de moins de 10 000 habitants, une enquête de recensement portant sur toute la population est réalisée tous les cinq ans, les populations de référence des années intermédiaires étant quant à elles estimées par interpolation ou extrapolation. Pour la commune, le premier recensement exhaustif entrant dans le cadre du nouveau dispositif a été réalisé en 2007.

En 2022, la commune comptait 77 habitants, en évolution de +5,48 % par rapport à 2016 (Cantal : −1,08 %, France hors Mayotte : +2,11 %).
| 1793 | 1800 | 1806 | 1821 | 1831 | 1836 | 1841 | 1846 | 1851 |
| ---- | ---- | ---- | ---- | ---- | ---- | ---- | ---- | ---- |
| 501  | 257  | 562  | 377  | 483  | 492  | 480  | 501  | 451  |

| 1856 | 1861 | 1866 | 1872 | 1876 | 1881 | 1886 | 1891 | 1896 |
| ---- | ---- | ---- | ---- | ---- | ---- | ---- | ---- | ---- |
| 431  | 400  | 386  | 350  | 402  | 407  | 403  | 401  | 336  |

| 1901 | 1906 | 1911 | 1921 | 1926 | 1931 | 1936 | 1946 | 1954 |
| ---- | ---- | ---- | ---- | ---- | ---- | ---- | ---- | ---- |
| 303  | 320  | 323  | 254  | 237  | 223  | 217  | 177  | 152  |

| 1962 | 1968 | 1990 | 1999 | 2006 | 2007 | 2012 | 2017 | 2022 |
| ---- | ---- | ---- | ---- | ---- | ---- | ---- | ---- | ---- |
| 128  | 107  | 64   | 67   | 74   | 75   | 67   | 76   | 77   |

## Culture locale et patrimoine

### Lieux et monuments

#### Église Notre-Dame-de-l'Assomption
Elle est aussi appelée église Saint-Thibaud,. L'abbaye aurait été fondée au début du XIIe siècle par Guy et Raoul de Scorailles à leur retour de la croisade d'où ils auraient ramené les chefs de saint Côme et saint Damien. Elle est située sur un promontoire dominant la vallée de l'Auze. L'abbaye de religieuses a été une abbaye royale. L'abbesse était nommée par le roi.
Au VIIe siècle, Tillon, né vers 610, un jeune fils d'un chef saxon battu par Clotaire II, vers 622, est vendu comme esclave. Après avoir été acheté par saint Éloi il a reçu une éducation chrétienne à l'abbaye de Solignac. Il suivit en 640 saint Éloi quand il fut nommé évêque de Noyon et de Tournai pour évangéliser les Saxons. Il se retira en 659 comme ermite à Brageac où il aurait fondé une abbaye. Il est revenu près de Solignac, au Vigen, en 697. Il serait mort en 702 à Solignac. Il est vénéré sous le nom de saint Till ou saint Théau. L'abbaye aurait été détruite en 732 par les Sarrasins.

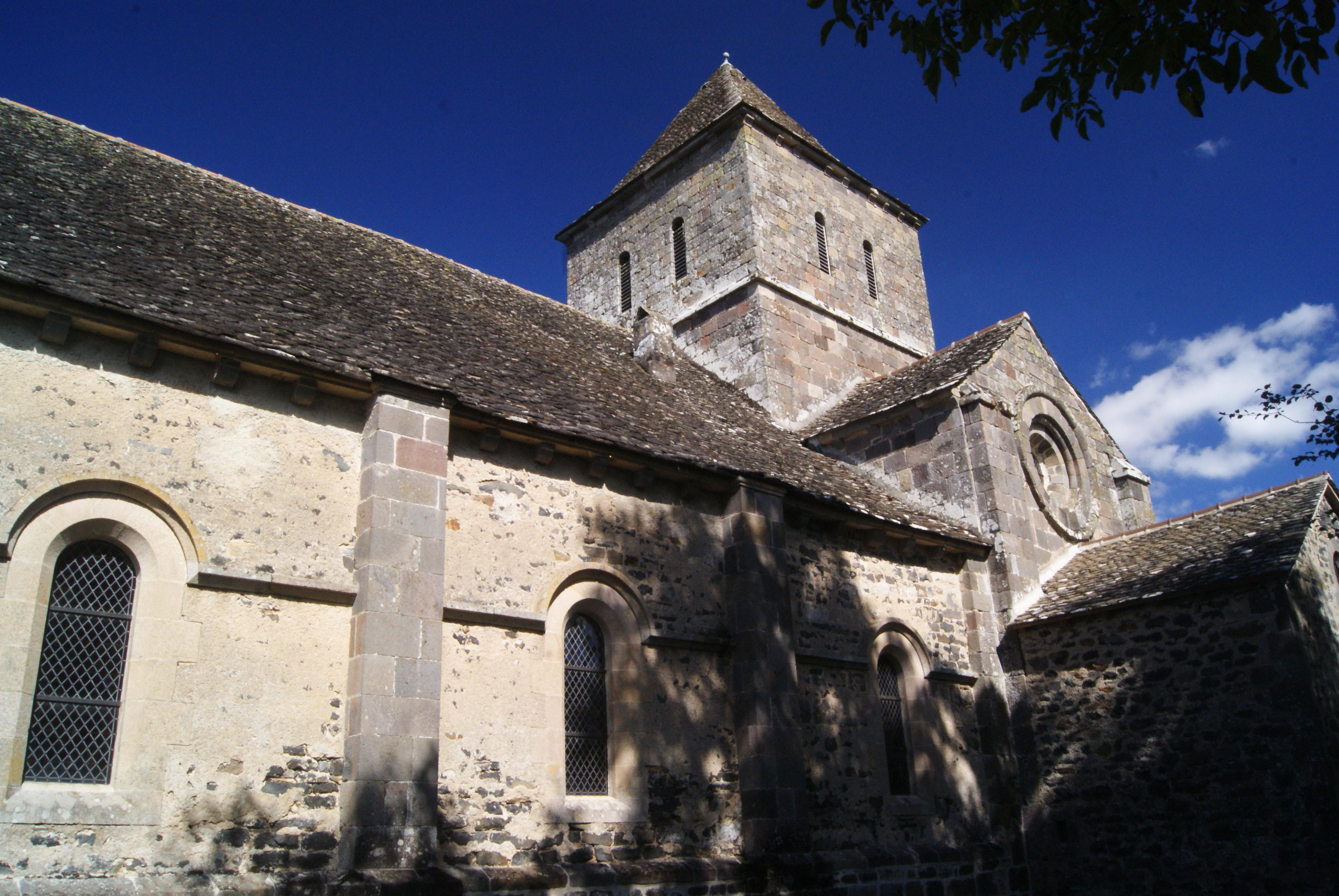
Brageac- église Notre-Dame-de-l'Assomption.

L'église dédiée à Notre-Dame-de-l'Assomption, à saint Côme et saint Damien a été construite près de la cellule de saint Till, entre 1151 et 1174, par Matfred de Scorailles, doyen du monastère Saint-Pierre de Mauriac. Étant donné que saints Côme et Damien sont patrons de chirurgiens et de pharmaciens, cette église abbatiale est devenue, au Moyen Âge, un haut lieu pour les grands médecins français.
 Selon l'affichage dans l'église, sa cloche serait la plus ancienne du Cantal, et porte une inscription : « IHS • MA • SANCTAM MANTEM SPONTANNAM HONOREM DEO - L'AN MCCCCLXVI (Âme Sainte, toujours dévouée pour l'honneur de Dieu, 1466), M.H. 30.6.1908 » La Gallia Christiana écrit que Gilberte Aultier de Villemontée, abbesse de 1679 à 1716, « refit le chœur et la nef de l'église tombée de vétusté ». Cette reprise a consisté à refaire la tribune où se tenaient les dames et les grandes arcades et les voûtes d'arêtes des bas-côtés. Au XIXe siècle, il n'y avait qu'un lambris pour la nef. En 1847, on constate que l'église est en mauvais état. Aussi on entreprend des travaux de restauration en 1863 après son classement comme Monument historique en 1862. La nef comptait quatre travées jusqu'en 1863 et n'en compte plus que trois.

Église Saint-Thibaud de Brageac
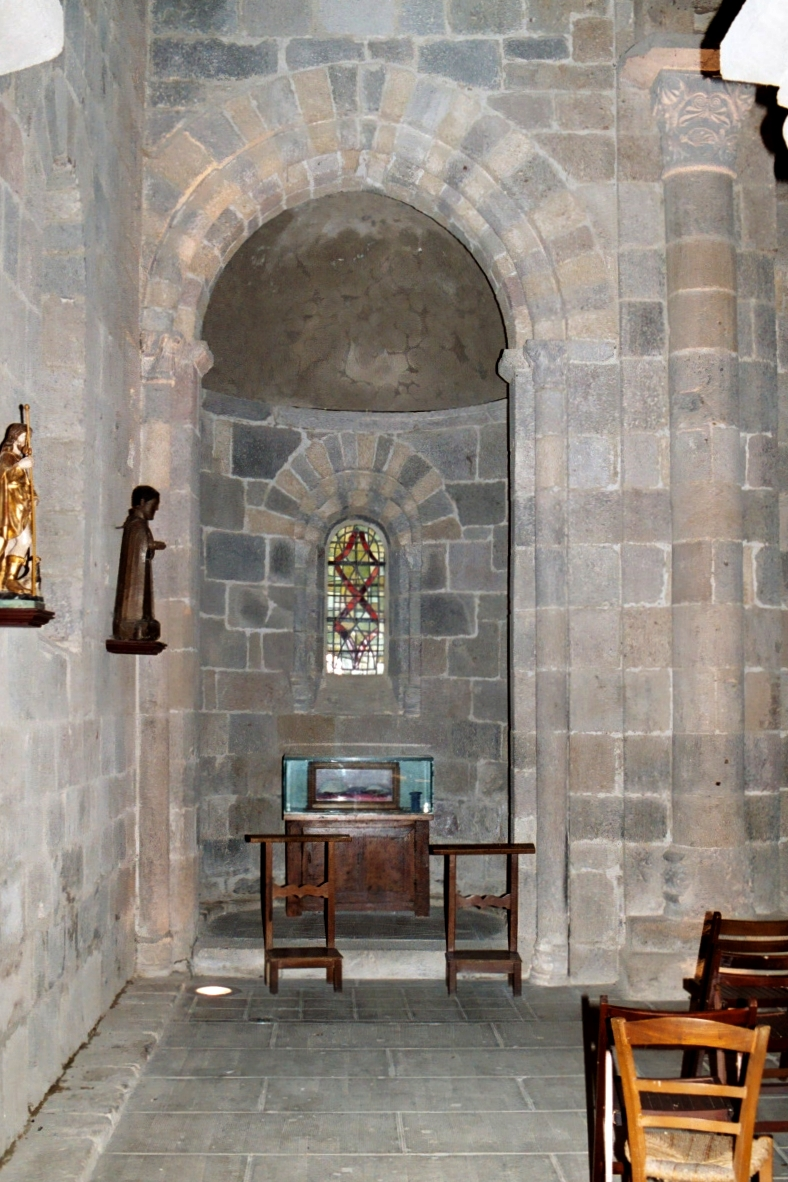
Absidiole gauche.
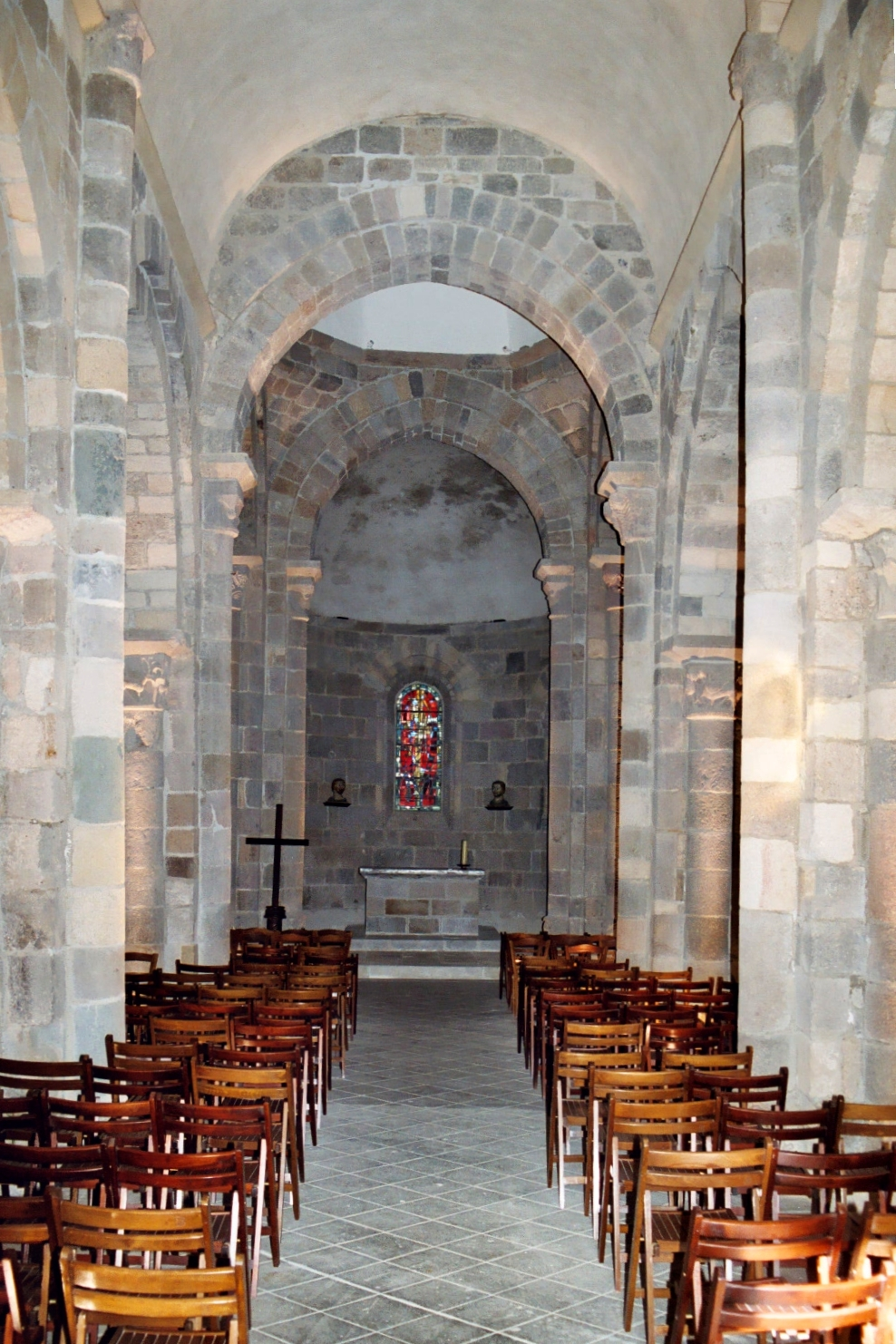
Nef et chœur.
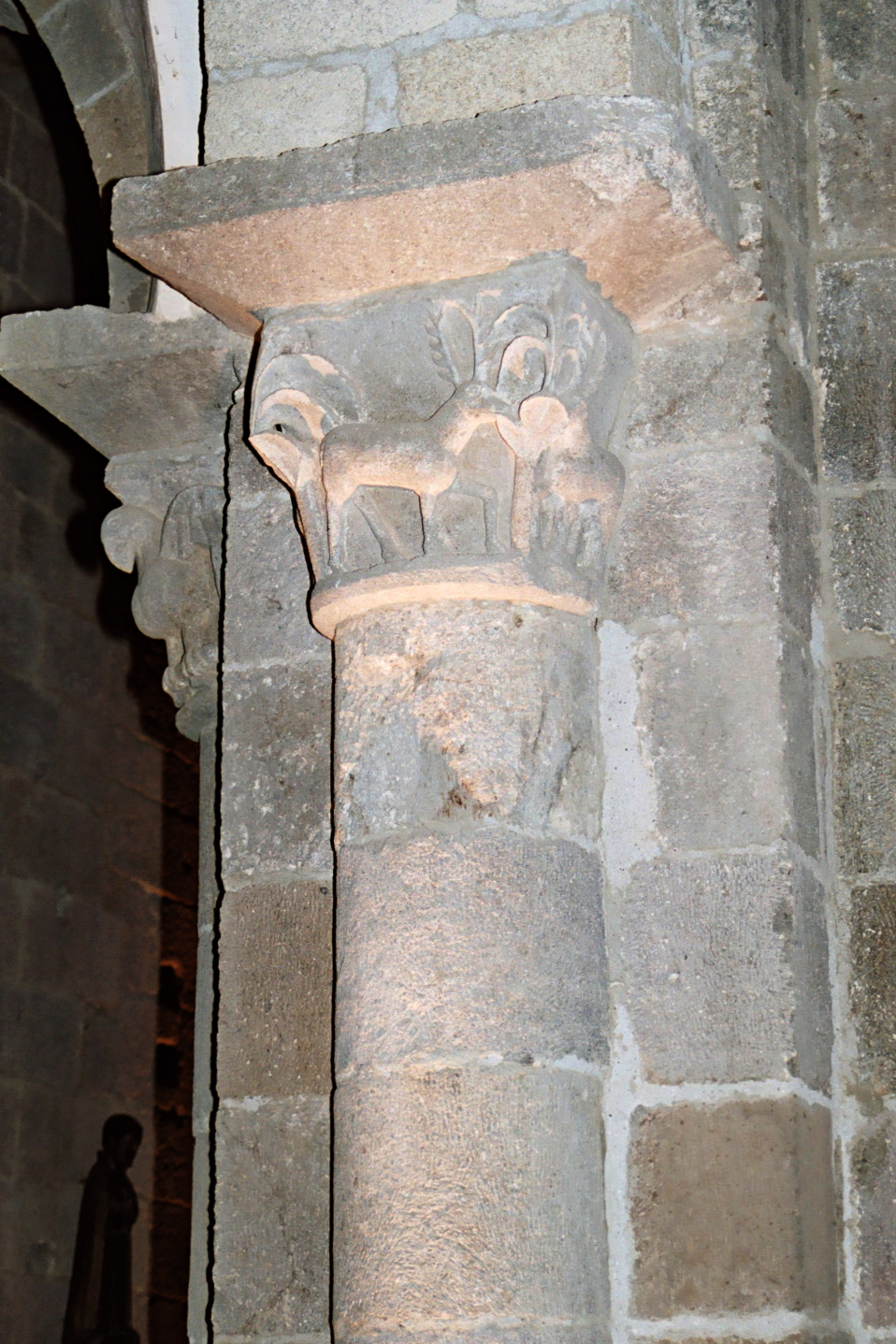
Chapiteau orné de cerfs broutant un arbuste.
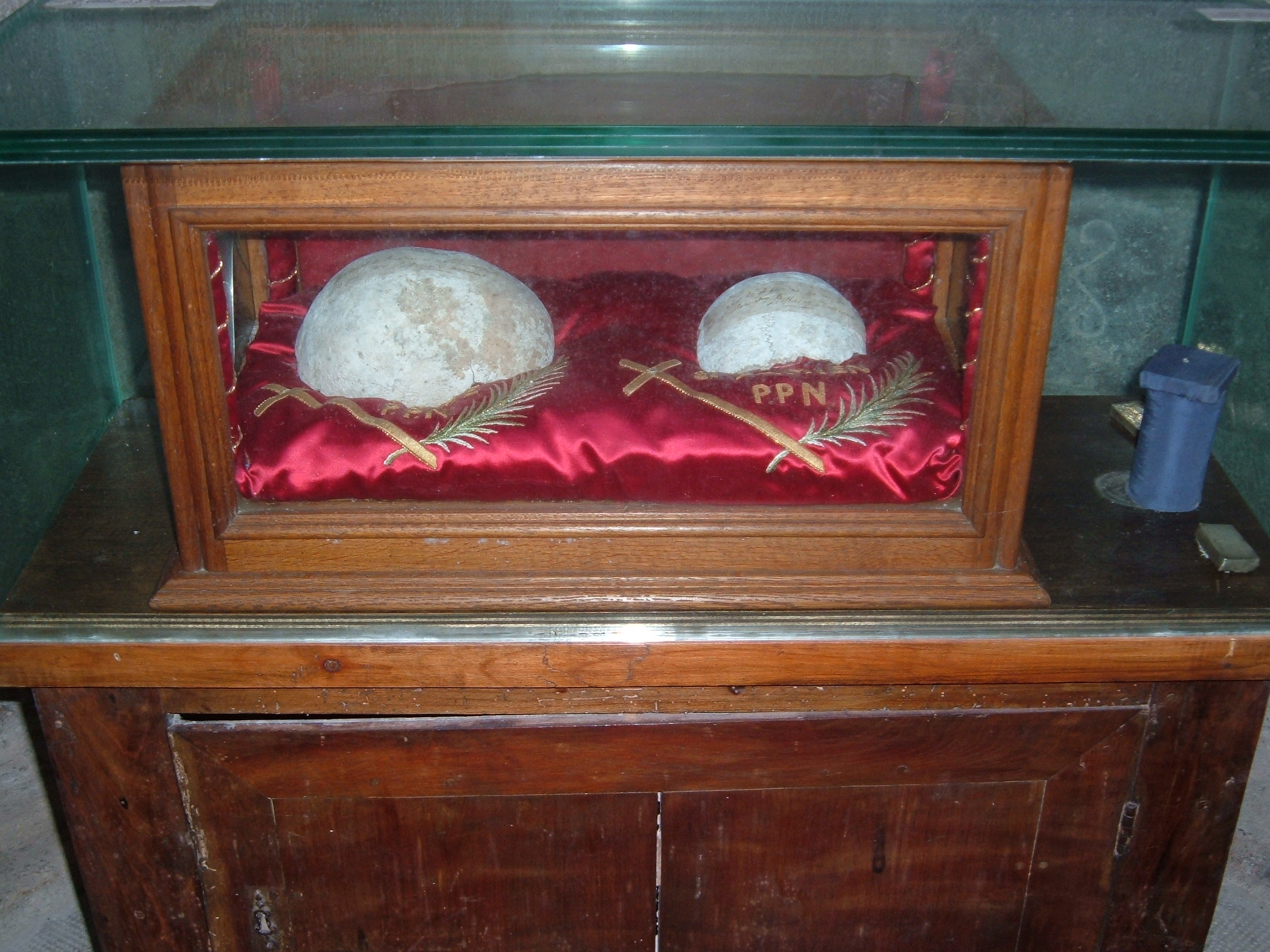
Chefs de saint Côme et saint Damien, patrons de la paroisse de Brageac.
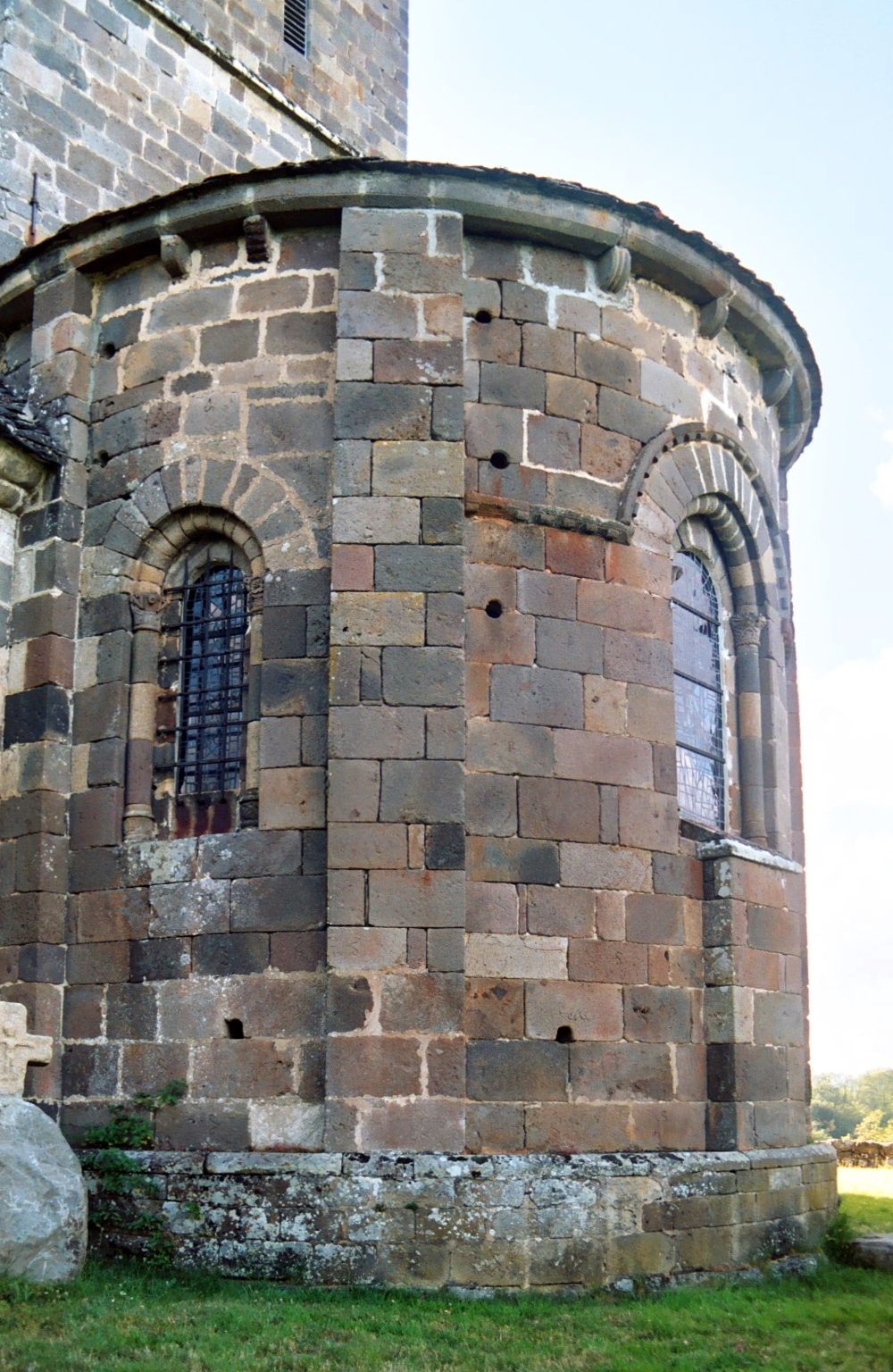
Abside romane.

### Personnalités liées à la commune
Antoine Lescure (1807-1863), né à Brageac, chaudronnier rétameur ambulant comme son père et finissant par se marier et s'installer à Selongey (Côte d'Or). Il y crée un atelier de production d'articles en fer blanc dont ses héritiers feront l'entreprise de petit électroménager SEB.